# 都留市総合運動公園やまびこ競技場
都留市総合運動公園やまびこ競技場（つるしそうごううんどうこうえん やまびこきょうぎじょう）は、山梨県都留市上谷にある総合競技場。都留文科大学との共用施設。都留市の運営する都留市総合運動公園内にあり、公園内では都留市営楽山球場と並ぶメイン施設である。

## 概要
サッカーとラグビーの使用は、原則として公式戦にしか認められていないが、ヴァンフォーレ甲府が下部組織の練習会場としても使用している。少年サッカーでは2面の使用が可能。全日本少年サッカー大会山梨県予選などで使用されているが、これまでJ1公式戦の開催実績はない。また、メインスタンドから見て左側にはサイドスタンドがない。

## 施設
- 所在地：山梨県都留市上谷1923
- 収容人数　3000人（座席数1200・メインスタンドのみ固定座席、他は芝生席）
- トラック:400m×8レーン

## 交通
- 富士山麓電気鉄道富士急行線十日市場駅より徒歩20分